# K-UTEC AG Salt Technologies
K-UTEC AG Salt Technologies ist ein Unternehmen aus Sondershausen in Thüringen. Die Forschungs- und Ingenieurgesellschaft ist ein weltweit gefragtes Kompetenzzentrum für bergmännische und verfahrenstechnische Fragestellungen der salzgewinnenden und verarbeitenden Industrie. Das Unternehmen gilt als Marktführer im Bereich der Salz- und Kaliforschung und entsprechender Industrie- und Beratungsdienstleistungen und wird in der Presse als Hidden Champion des deutschen Mittelstandes bezeichnet. Der Name K-UTEC steht dabei für „Kali-Umwelttechnik“.

## Unternehmensgeschichte

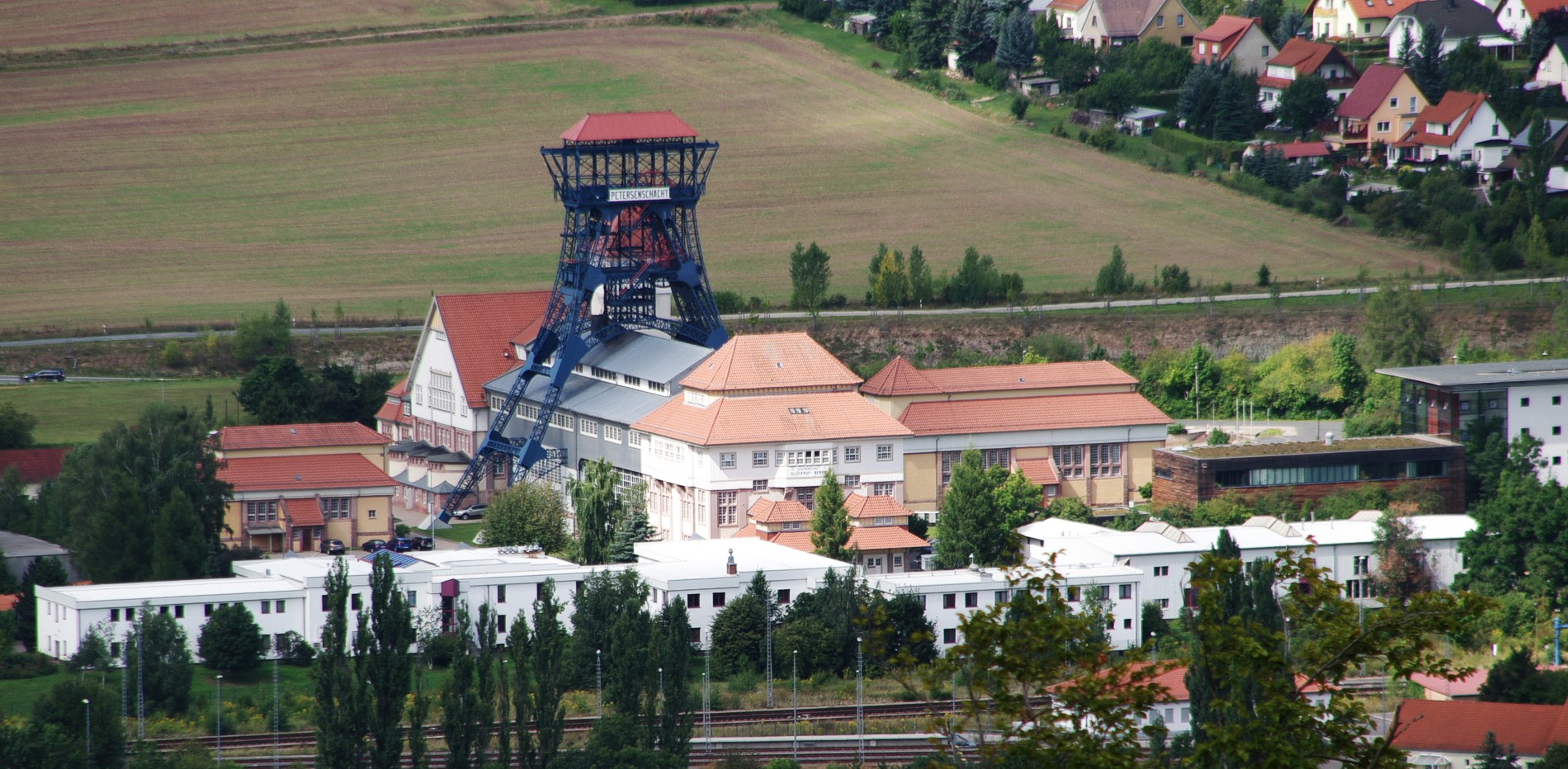
Das Kaliwerk Glückauf in Sondershausen

Der Ursprung des Unternehmens ist das ehemalige Kali-Forschungsinstitut (KFI) des  Volkseigenen Kombinates Kali (VEB Kali)  in der DDR. Der Hauptsitz des Kombinats wurde auf Grund des Kaliwerks Glückauf in Sondershausen. Das Kali-Forschungsinstitut (KFI) der DDR war  1964 als zentrale Forschungsstelle der ostdeutschen Kaliindustrie beim Kaliwerk Glückauf in Sondershausen aufgebaut worden, Das Kali-Forschungsinstitut (KFI) wurde auf dem Areal des historischen Petersenschachtes – ein Wahrzeichen der Berg- und Musikstadt Sondershausen – angesiedelt. Das KFI genoss internationale Anerkennung und hatte kurz vor der Wende  rund 450 Mitarbeiter. Nach dem Mauerfall und dem Niedergang der ostdeutschen Kaliindustrie  wagte 1992  der saarländische Unternehmer Dr. Heiner Marx mit 35 Mitarbeitern des ehemaligen Kali-Forschungsinstitutes  Neugründung einer Forschungs- und Ingenieurgesellschaft: das Unternehmen Kali-Umwelttechnik GmbH In Sondershausen. Das Unternehmen konnte auf Patente und das gebündelte Fachwissen der alten „Kaliforschung“ zurückgreifen. 2008 wurde aus dem Unternehmen Kali-Umwelttechnik die K-UTEC AG Salt Technologies. Im Jahr 2011 hielten Mitarbeiter 38 % der Aktien der K-UTEC AG.

### Umsatzentwicklung
2010 lag der Umsatz bei 5,6 Millionen €, 2011 bei 6,1 Millionen € und 2014 bei circa 8 Millionen €

## Geschäftsbereiche
K-UTEC ist ein international agierender Industriedienstleister. Der Schwerpunkt liegt dabei im Bereich der Industriesalze. Zu K-UTECs Tätigkeitsfeldern gehört die Erkundung neuer Rohstoffvorkommen und deren Erschließung. Dazu plant das Unternehmen Anlagen in der Rohstoffverarbeitung und -erschließung.  Außerdem ist das Unternehmen im Bereich der Nachnutzung, Überwachung und Rekultivierung von Bergbauanlagen aktiv. Auch der Lithiumgewinnung ist ein wichtiger Geschäftsbereich des Unternehmens, der im Zuge der verstärkten Nachfrage nach dem Alkalimetall gestärkt wurde. Eine wichtige Rolle spielen Aufträge im Ausland, die 2011 43 % aller Aufträge ausmachten.
Im Februar 2017 wurde bekannt, dass K-UTEC Salt Technologies eine Kooperation mit der K+S AG eingeht. Die Kooperation betrifft vor allem den Bereich der Kaliförderung. Es soll unter anderem ein Verfahren für eine gesteigerte Kaliumsulfat-Gewinnung aus Abwässern entwickelt werden und eine Machbarkeitsstudie hinsichtlich technischer und finanzieller Aspekte durchgeführt werden.

### Gliederung
Das Unternehmen gliedert sich in fünf maßgebliche Bereich:
- Chemisch-Physikalische Verfahrenstechnik
- Chemisch-Physikalische Analytik
- Geomechanik und Bergbau
- Geophysik
- Entsorgungs- und Versatztechnik[10]

## Großaufträge
Mit Großaufträge in mehreren Ländern kam K-UTEC mehrfach in die überregionale Presse. Häufig stellt das Unternehmen notwendiges technisches Know-how in Entwicklungsländern zur Verfügung.

### Salzlagerstätten in Peru
Den bis dato größten Auftrag der Unternehmensgeschichte erhielt das Unternehmen Ende 2011. K-UTEC wurde mit der Erkundung und Ausbeutung der Salzlagerstätten im Salzsee  Reservorio de Cañamac in Peru beauftragt, das Auftragsvolumen lag bei 4,76 Millionen €.

### Kalium-Nitrat-Produktion in Laos
Seit 2014 entwickelt K-UTEC in Zusammenarbeit mit einem japanisch-thailändischen Unternehmen eine insgesamt 330 Millionen US-$ teure Anlage zur Kaliumnitrat-Produktion in Laos. Auf Drängen der laotischen Regierung wird bei der Konstruktion insbesondere auf die Vermeidung chemischer Abfälle geachtet.

### Lithiumvorkommen in Bolivien
2018 wurde bekannt, dass der bolivianische Staat den Auftrag für die Erschließung der enormen Lithiumvorkommen im Salar de Uyuni an ein deutsches Konsortium bestehend aus dem Unternehmen ACI-Systems und K-UTEC AG Salt Technologies vergibt. Der Auftrag für die Erschließung des wichtigen Rohstoffes Lithium war umkämpft, da sich viele internationale Konsortien beworben hatten. Der Auftrag hat ein Volumen von 4,5 Millionen € und soll in der Fertigstellung einer Anlage zur Förderung von 30.000 t Lithiumcarbonat im Jahr münden.

### Erste Düngemittelproduktionsanlage Australiens
Mit dem Expertenwissen der Kaliforscher der K-UTEC wird im "Niemandsland" Australiens, im so genannten "Outback", die erste Düngemittelproduktion des australischen Kontinents aufgebaut. Nach mehrjähriger Vor-, Erkundungs- und Überzeugungsarbeit erschließen und errichten Kaliforscher, Entwicklungsingenieure und Verfahrenstechniker der K-UTEC AG Salt Technologies gemeinsam mit dem Anlagenbauer Ebner GmbH & Co KG im osthessischen Eiterfeld für das börsennotierte Unternehmen Kalium Lakes Ltd. mit Hauptsitz in Perth über einer riesigen Salzlagerstätte von etwa 2400 Quadratkilometern  die erste Düngelmittelproduktionsanlage Australiens. Das Firmenkonsortium EBTEC aus der K-UTEC AG und dem Anlagenbauer Ebner ist für das "Herzstück" des  "Beyondie Sulphate of  Potash (SOP) Projects" zuständig, für die Entwicklung und den Bau der Schlüsselkomponenten des Großprojektes, das mal die Ausmaße einer Kleinstadt haben wird. Mit der Gewinnung des Kaliumsulfates und dessen Verarbeitung zu Premiumdünger  noch Im Laufe des Jahres 2021 begonnen werden.